# Drymoluber brazili
Espèce
Synonymes
- Drymobius brazilii Gomes, 1918

Drymoluber brazili est une espèce de serpents de la famille des Colubridae.

## Répartition
Cette espèce est endémique du Brésil. Elle se rencontre dans les États de Bahia, Minas Gerais, et Rondônia.

## Description
Dans sa description Gomes indique que le plus grand spécimen en sa possession mesure 159 cm dont 48 cm pour la queue. Sa tête et la partie antérieure de son corps sont vert olive virant progressivement au rougeâtre dans la partie postérieure du corps et au niveau de sa queue. Dessous du corps blanc jaunâtre ; ventre olivâtre ou rougeâtre.

## Étymologie
Son nom d'espèce, brazili, lui a été donné en l'honneur de Vital Brazil, directeur de l'Institut Butantan à São Paulo.

## Publication originale
- Gomes, 1918 : Contribuição para o conhecimento dos ofidios do Brasil. III (1). Memórias do Instituto de Butantan, vol. 1, no 1, p. 57-83 (texte intégral).